# Dragomlja vas
Dragomlja vas je naselje u slovenskoj Općini Metliki. Dragomlja vas se nalazi u pokrajini Dolenjskoj i statističkoj regiji Jugoistočnoj Sloveniji. 

## Stanovništvo
Prema popisu stanovništva iz 2002. godine naselje je imalo 103 stanovnika.